# کارل لینک
کارل لینک (ایتالیایی: Karl Link؛ زادهٔ ۲۷ ژوئیهٔ ۱۹۴۲) دوچرخه‌سوار اهل آلمان است.
وی در مسابقات کشوری و بین‌المللی در مجموع برندهٔ ۱ مدال طلا، ۱ مدال نقره شده‌است.